# Los Naranjos Esquipulas
Los Naranjos Esquipulas är en ort i Mexiko.   Den ligger i kommunen San Pedro el Alto och delstaten Oaxaca, i den sydöstra delen av landet, 500 km sydost om huvudstaden Mexico City. Los Naranjos Esquipulas ligger 1 377 meter över havet och antalet invånare är 1 136.
Terrängen runt Los Naranjos Esquipulas är kuperad åt sydväst, men åt nordost är den bergig. Terrängen runt Los Naranjos Esquipulas sluttar söderut. Runt Los Naranjos Esquipulas är det ganska glesbefolkat, med 38 invånare per kvadratkilometer. Närmaste större samhälle är San Agustín Loxicha, 17,2 km väster om Los Naranjos Esquipulas. I omgivningarna runt Los Naranjos Esquipulas växer i huvudsak städsegrön lövskog.